# SOTUS S The Series
SOTUS S（ソータス・エス）はタイでGMMTVによって制作され放送された『SOTUS/ソータス』の続編である。2017年12月9日にGMM Oneで放映され、2018年3月10日に終了した。Jane Bottaが監督を務め、プラチャヤー・レァーンロードとピーラワット・シェーンポーティラットが前作に引き続き主演を務めた。 原作はBitterSweetによる同名の小説。
さらにアンソロジーシリーズ『Our Skyy』が続編として制作されている。 

## あらすじ
『SOTUS/ソータス』から2年後、コングポップは工学部のヘッドワーガーとなり、アーティットはオーシャン・エレクトリック社で働きはじめる。コングポップは最終学年のうちにインターンシップを受ける必要があり、インターン先の会社を探していたが、最終的に家族の勧めもあってアーティットと同じ会社に入ることにする。しかしアーティットはそれを知らされていなかった。環境が変わっていく中で、2人はお互いの今後の人生を考える必要に迫られる。 

## キャスト

### 主役
- コング(コングポップ・スティラーク)：シントー・プラチャヤー・レァーンロード
- アーティット：クリス・ピーラワット・シェーンポーティラット

### 主な登場人物
- ティウ(ティウタット)：オージュン・コーン・クナーティプアピシリ
- デイ(デチャウット)：フィアット・パタドン・ジャングン
- ナイ(ウィラワット・カムンケアオ)：ナモン・クリッタナイ・アーサンプラキット
- ヨン：ガイ・シワコーン・レーチューチョー

### その他の登場人物
- エム：ニュー・ティティプーン・テーシャアパイクン
- メイ：ニーラ・スワナマー
- トッド：Kan Kunchanuj Kengkarnka
- アーサ：Oranicha Krinchai
- カオファーン：プイメック・ナパソーン・ウィーラユッタウィライ
- ジョーン：ニッキー・ナチャット・ジャンタパン
- チェリー(シャッチャイ)：ガン・コラウィット・ブーンスィ
- ソムオー：Ampere Suttatip Wutchaipradit
- プレーム：ガンスマイル・チョンナカン・アーポンスティナン
- ブライト：オフ・ジュンポン・アドゥルキッティポーン
- マプラン：ワワ・マリパー・シリプーン
- ノット：Ice Ittikorn Kraicharoen
- トゥッタ：Natthawaranthorn Khamchoo
- プレー(プレーパイリン)：ジェーン・プローイションプー・スパサップ
- オーク：Prince Naradon Namboonjit
- デュリアン：Ten Nararak Jaibumrung

## 受賞
| 年     | 授賞式                                        | カテゴリー                                                      | 受取人           |
| ------ | --------------------------------------------- | --------------------------------------------------------------- | ---------------- |
| 2018年 | 第7回アティチュード・アワード・アニバーサリー | 今年最も人気のあるテレビドラマ                                  | SOTUS S          |
| 2018年 | 第12回KAZZアワード                            | ベストカップル賞                                                | クリス、シントー |
| 2018年 | 第12回KAZZアワード                            | 人気ティーン男性俳優                                            | シントー         |
| 2018年 | 第4回マヤ・アワード                           | ベスト・カップル賞                                              | クリス、シントー |
| 2018年 | 第4回マヤ・アワード                           | 好きな男性俳優賞 (テレビ)                                       | シントー         |
| 2018年 | 第1回グレート・スターズ・ソーシャル・アワード | ソーシャル・スーパー・スター・オブ・ザ・イヤー 今年のカップル賞 | クリス、シントー |
| 2018年 | 第1回LINE TVアワード                          | ベスト・カップル賞                                              | クリス、シントー |
| 2018年 | Sanook! トップ・ボート・オブ・ザ・イヤー      | ベスト・カップル賞                                              | クリス、シントー |
| 2018年 | 第12回OK!アワード                             | ベスト・カップル賞                                              | クリス、シントー |
| 2018年 | 第2回グレート・スターズ・ソーシャル・アワード | 今年ベスト・カップル賞                                          | クリス、シントー |
| 2019年 | 第15回コムチャドルク・アワード                | 人気男性俳優                                                    | シントー         |
| 2019年 | 第15回コムチャドルク・アワード                | 人気タイドラマ                                                  | SOTUS S          |